# Centralny Ośrodek Sportu
Centralny Ośrodek Sportu (COS) – polska instytucja gospodarki budżetowej, podlegająca Ministerstwu Sportu i Turystyki. Siedziba Centralnego Ośrodka Sportu znajduje się w Warszawie w hali Torwar I przy ul. Łazienkowskiej 6a.
Działalność Centralnego Ośrodka Sportu skupia się na zapewnieniu odpowiednich warunków szkolenia sportowców prowadzonego przez polskie związki sportowe, jak również przygotowaniu kadry narodowej do udziału w igrzyskach olimpijskich, igrzyskach paraolimpijskich bądź mistrzostwach międzynarodowych. Ponadto COS wspiera rozwój wiedzy i umiejętności kadry kultury fizycznej świadcząc usługi z tego zakresu, tworząc warunki do promocji zdrowia oraz współorganizując zawody sportowe.
Dzięki rozbudowanej bazie sportowo-szkoleniowej COS wspiera wiele dyscyplin sportu, m.in.: szermierkę, podnoszenie ciężarów, judo, zapasy, tenis, skoki narciarskie, narciarstwo zjazdowe, narciarstwo biegowe, lekkoatletykę, żeglarstwo, boks, kajakarstwo, wioślarstwo, piłkę nożną, koszykówkę, siatkówkę.

## Historia
Centralny Ośrodek Sportu (COS) został powołany 2 grudnia 1969 roku. Siedziba Centralnego Ośrodka Sportu znajduje się w Warszawie w hali Torwar. Na terenie kraju znajduje się również sześć Ośrodków Przygotowań Olimpijskich, które skupiają się na zapewnieniu, jak najlepszych warunków: treningowych, gastronomicznych, hotelowych oraz odnowy biologicznej. Od roku 1974 instytucja zajmuje się organizacją imprez oraz obsługą zagranicznych wyjazdów polskich sportowców. Do roku 1976 COS przejmował ośrodki szkoleniowe we Władysławowie, Giżycku, Wałczu, Spale i w Zakopanem oraz wyciągi krzesełkowe w Szczyrku. W Warszawie oddano COS Stadion Dziesięciolecia, lodowisko Torwar i Ośrodek Przygotowań Olimpijskich.

## Ośrodki
Centralny Ośrodek Sportu zarządza następującymi obiektami i Ośrodkami Przygotowań Olimpijskich:
- COS Torwar
- COS Torwar Lodowisko
- Ośrodek Przygotowań Olimpijskich w Giżycku
- Ośrodek Przygotowań Olimpijskich w Spale
- Ośrodek Przygotowań Olimpijskich w Szczyrku
- Ośrodek Przygotowań Olimpijskich w Wałczu
- Ośrodek Przygotowań Olimpijskich we Władysławowie
- Ośrodek Przygotowań Olimpijskich w Zakopanem.